# سیارک نادری (۵۵۱۵)
سیارک نادری (۵۵۱۵) یک سیارک متعلق به کمربند سیارکی است که در ۵ مارس ۱۹۸۹ توسط الینور هلین از رصدخانه پالومار واقع در کالیفرنیا کشف شد.

## تعیین نام
سیارک نادری (۵۵۱۵) به‌طور آزمایشی 1989 EL1 نامگذاری شد. این سیارک به نام فیروز نادری، دانشمند و مهندس ایرانی و مدیرکل اکتشافات منظومهٔ شمسی که برنامه‌های عمده‌ای را در آزمایشگاه پیش‌رانش جت مدیریت کرده‌است نامگذاری شد. از برنامه‌های هدایت شده توسط ایشان می‌توان به مدیریت برنامه کاوش مریخ و توسعه و فرود موفقیت‌آمیز مریخ نوردهای روح (اسپیریت) و فرصت (آپورچونیتی) اشاره نمود. او در سال ۲۰۰۵ بالاترین نشان افتخار ناسا، مدال خدمات برجسته ناسا را دریافت کرد.

## مشخصات مداری
سیارک نادری (۵۵۱۵) در فاصله متوسط ۲٫۶۶۷ واحد نجومی و در کمربند سیارک‌ها، مداری بین مریخ و مشتری قرار دارد. دورترین فاصله آن تا خورشید ۳٫۲۶ واحد نجومی و کمترین فاصله آن ۲٫۰۷۴ واحد نجومی می‌باشد. خروج از مرکز مداری که در واقع میزان بیضویت یا دایروی بودن مدار سیارک را مشخص می‌کند ۰٫۲۲۲ می‌باشد. انحراف مداری آن که زاویه بین صفحهٔ مداری سیارک و صفحه دایرةالبروج است نیز ۱۳٫۰۸ درجه می‌باشد. حدود ۱۵۹۱٫۳۹ روز طول می‌کشد تا این سیارک یک دور به دور خورشید بچرخد. این سیارک هر ۵ ساعت و ۲۰ دقیقه یک بار نیز به دور خودش در گردش است.
| طول گره صعودی      | ۱۷۰٫۹۵۸ درجه    |
| انحراف مداری       | ۱۳٫۰۸ درجه      |
| شناسه حضیض         | ۴۶٫۶۶ درجه      |
| نیم‌قطر بزرگ        | ۲٫۶۶ واحد نجومی |
| خروج از مرکز مداری | ۰٫۲۲۲           |
| آنومالی متوسط      | ۳۰۸٫۱۳ درجه     |

## مشخصات فیزیکی
قدر مطلق (اخترشناسی) که معیار روشنایی یک جرم آسمانی قلمداد می‌شود، برای سیارک نادری ۱۲٫۹ است. قطر این سیارک ۷۰۰۱ کیلومتر و سپیدایی (Albedo) آن که میزان بازتاب نور از سطح یک جسم است حدود ۰٫۲۷۳ تقریب زده شده‌است.
| قطر (دایره)          | ۷۰۰۱ کیلومتر |
| دوره چرخش            | ۵٫۲۳ ساعت    |
| قدر مطلق (اخترشناسی) | ۱۲٫۹         |
| سپیدایی              | ۰٫۲۷۳        |